# حادثه هوایی هیوستون ام‌دی-۸۷ در ۲۰۲۱
حادثه هوایی هیوستون ام‌دی-۸۷ در ۲۰۲۱ (به انگلیسی: 2021 Houston MD-87 crash) یک پرواز از هیوستون به فرودگاه بین‌المللی لوگان در آمریکا بود که با ۱۸ مسافر و ۳ خدمه بود، در تاریخ ۱۹ اکتبر ۲۰۲۱ در هیوستون دچار سانحه شد.